# Back to My Roots
Back to My Roots è un singolo del cantante e chitarrista svedese Jay Smith, pubblicato il 2 marzo 2024 su etichetta discografica Universal.

## Descrizione
Con Back to My Roots il cantante ha preso parte a Melodifestivalen 2024, la competizione canora svedese utilizzata come processo di selezione per l'Eurovision Song Contest. Essendo risultato il terzo più votato dal pubblico fra i sei partecipanti alla sua semifinale, ha avuto accesso alla fase di ballottaggio per la finale. Una volta passato in finale, si è piazzato al 10º posto su 12 partecipanti con 46 punti totalizzati.

## Tracce
Testi e musiche di Jay Jon Christopher Smith, Jonas Jurström, Jonathan Keyes, Maria Jane Smith e Victor Thell.
1. Back to My Roots – 3:00

## Classifiche

### Classifiche settimanali
| Classifica (2024) | Posizione massima |
| ----------------- | ----------------- |
| Svezia            | 3                 |